# (87269) 2000 OO67
(87269) 2000 OO67 (scritto anche (87269) 2000 OO67) è un piccolo oggetto transnettuniano (TNO) scoperto da Deep Ecliptic Survey nel 2000. Si distingue per la sua orbita fortemente eccentrica.
Il suo afelio è prossimo ai 1000 au dal Sole, con un perielio di circa 21 au, che attraversa abbondantemente l'orbita di Nettuno; per questo inizialmente fu classificato come Centauro.
2000 OO67 è probabilmente composto da roccia e ghiaccio. Qualche astronomo continua a classificarlo come centauro.
2000 OO67 ha raggiunto il perielio nel mese di aprile 2005.